# Better Than Today
»Better Than Today« je pesem avstralske pevke Kylie Minogue z njenega enajstega glasbenega albuma, Aphrodite (2010). Pesem sta v originalu napisala Nerina Pallot in Andy Chatterley za EP Buckminster Fuller EP (2009) Nerine Pallot. Pesem je Kylie Minogue ponovno posnela leta 2009; to različico je produciral Stuart Price. Glasbeno je pesem »Better Than Today« pop pesem, ki se zaradi programiranja bobnov in uporabe sintetizatorja ter kitare spogleduje tudi z drugimi zvrstmi
Pesem »Better Than Today« je prvič izšla 3. decembra 2010 kot tretji singl z albuma. Ni bila tako uspešna kot prejšnji singli Kylie Minogue. Potem, ko je na lestvici debitirala izključno zaradi uspešne prodaje preko interneta, je na britanski glasbeni lestvici singl nazadnje zasedel dvaintrideseto mesto. S tem je to postala najslabše uvrščena pesem Kylie Minogue na tej lestvici od pesmi »The One« (2008). Singl so 28. februarja 2011 izdali tudi v Avstraliji. Na avstralski glasbeni lestvici je pesem debitirala na petinpetdesetem mestu in tako postala tretji singl Kylie Minogue, ki se ni uvrstil na eno od prvih petdesetih mest na lestvici, prvi po singlih »Finer Feelings« (1992; šestdeseto mesto) in »Get Outta My Way« (2010; devetinšestdeseto mesto). Kljub temu, da pesem v Avstraliji in Veliki Britaniji ni požela veliko uspeha, je pesem postala šesti singl Kylie Minogue, ki je zasedel vrh Billboardove lestvice Hot Dance Club Songs in njen tretji zaporedni singl z albuma Aphrodite, ki mu je to uspelo.
Pesem »Better Than Today« je s strani glasbenih kritikov ob izidu prejela mešane ocene. Večina je pohvalila predvsem plesno besedilo in pesem primerjala z zgodnjimi deli Kylie Minogue iz časa njenega albuma Rhythm of Love in pesmimi glasbene skupine Scissor Sisters. Mnogi kritiki so menili, da bo pesem uspešna kot del albuma, vendar po mnenju večine ni dovolj močna, da bi požela veliko uspeha tudi kot neodvisen singl. Videospot za pesem je režirala pevka sama s pomočjo osebja s svoje turneje, izdali pa so ga 19. novembra 2010. Koreografija in moda v videospotu sta bili podobni tistim z njene turneje For You, For Me Tour (2009), kjer je Kylie Minogue pesem prvič izvedla. Videospot so kritiki v glavnem hvalili in ga primerjali z njenimi prejšnjimi videospoti.

## Ozadje
Pesem »Better Than Today« sta napisala Nerina Pallot in Andy Chatterley, poročen par. Pesem sta v originalu napisala za njen EP Buckminster Fuller EP, izdan februarja 2009. Potem, ko se je seznanil z delom Nerine Pallot, se je kreativni vodja del Kylie Minogue z njenim menedžerjem. Nerina Pallot je dejala, da ko jo je poklicala Kylie Minogue, »ni verjela, da je to v resnici ona« in o nadaljnjem nastajanju singla povedala: »Ko je [Kylie Minogue] prišla v studio v najbolj umazan del Londona, sem pomislila: 'V redu, očitno si tega resnično želi.'« Nerina Pallot in Andy Chatterley sta bila prva dva tekstopisca, ki sta s Kylie Minogue sodelovala med snemalno sejo albuma Aphrodite, ki se je pričela aprila 2009. Pesem »Better Than Today« je bila pravzaprav le ena od pesmi, ki so jih napisali skupaj, vendar vseh niso izdali preko albuma. Nerina Pallot je dejala, da je bila Kylie Minogue med njunim sodelovanjem »prilagodljiva in ljubka in dostopna in normalna.«
Ostale pesmi, nastale v obdobju njihovega sodelovanja niso bile dovolj dobre, da bi jih vključili na album. Ko je vodja založbe Parlophone Stuarta Pricea prepričal, da je decembra 2009 postal eden od producentov albuma, sta Stuart Price in Jake Shears (prijatelj, s katerim sta tako Price kot Kylie Minogue že prej sodelovala), pričela s ponovno produkcijo albuma. Ko jo je preuredil, je tudi pesem »Better Than Today« ostala poleg pesmi »Aphrodite« edina od pesmi, nastalih v obdobju sodelovanja Kylie Minogue, Nerine Pallot in Andyja Chatterleyja, ki so jih na album vključili.

## Sestava
Pesem »Better Than Today« je pop pesem z mnogimi dodatnimi stili, kot so rock, funk, soul in country. Vključuje uporabo tako električne kot akustične kitare. Igranje sintetizatorja in programiranje sta opravila Nerina Pallot in Andy Chatterley. Verzija Kylie Minogue je napisana v F-duru, vokali Kylie Minogue pa segajo od A4 do F6. V pesmi so uporabljeni akordi F-E♭-Dm-Dm-E♭-F .
Pesem in njen stil so mnogokrat primerjali z drugimi deli Kylie Minogue. Novinar revije Popjustice je stil pesmi »Better Than Today« primerjal s pesmimi, ki jih je Kylie Minogue leta 1990 izdala preko svojega albuma Rhythm of Love. Hannah Kim iz revije Korea JoongAng Daily je napisala, da pesem vključuje »klasični prizvok disko glasbe iz devetdesetih.«  Med ocenjevanjem albuma je Ian Wade iz revije BBC Music napisal, da je pesem »tehno-country skladba«. Fraser McAlpine iz BBC-ja je, še preden je ozadje pesmi raziskal, napisal, da singl »vključuje glasbene odtise« Jakea Shearsa. »Ima tisti 'laurasti' element ... In tisti verz, kjer Kylie doseže zelo visoke tone? Saj ste slišali pesem 'I Don't Feel Like Dancin'', kajne? Precej podobno ...« Christel Loar in Nick Levine iz revij PopMatters in Digital Spy sta pohvalila besedilo pesmi, predvsem kitico: »Kakšen je smisel življenja, če nočeš plesati?« (»What's the point in living if you don't wanna dance?«) Nick Levine je Nerino Pallot in Andyja Chatterlyja pohvalil predvsem zato, ker »sta si zamislila najbolj kyliejasto besedilo za Kyliejino pesem vseh časov«.

## Sprejem kritikov
Pesem »Better Than Today« je s strani kritikov ob izidu prejemala mešane do pozitivne ocene. Ko so ocenjevali album, so pesem kot del albuma v glavnem hvalili. V svoji oceni albuma Aphrodite je Mikael Wood iz revije Entertainment Weekly pesem »Better Than Today« označil za pesem, ki z albuma najbolj izstopa. Wade iz revije BBC Music je pesem pohvalil in zraven napisal, da si »ob njej ljudje z lahkoto predstavljali vrsto plešočih vesoljčkov«. Loar iz revije PopMatters je pesem označil za »sladko reč«. Nick Ward iz revije The Nelson Mail pa je, čeprav je album pohvalil, pesem skritiziral. Napisal je, da »nobena reč pesmi ['Better Than Today'] ne bi izpopolnila«.
Ko je pesem »Better Than Today« izšla kot singl, so ji kritiki dodeljevali mešane ocene. McAlpine iz BBC-ja je napisal, da ima pesem »neusmiljen zagon«, ki pa je bil po njegovem mnenju »že nekoliko obrabljen«. V nadaljevanju je napisal: »Veste, ko pridete do določene točke, morate storiti še kaj DRUGEGA. Ne glede nato, kolikokrat se Kyliejin glas povzpe zelo visoko in potem skoči nazaj, ne glede na to, kako trdno se potiska v razne zahtevne akorde; pe vseeno vedno začne kot Tigger in nazadnje konča, ko odvihra na ure aerobike.« Singlu je dodelil tri zvezdice od petih. Novinar revije Popjustice, ki je pesem sicer označil za »dokaj prijetno«, je napisal, da pesem »albumu sicer ne škodi«, vendar ni primerna za singl, saj »ni prava za njeno vrnitev«. Kasneje je napisal, da ga je »kar malce zaskrbelo,« ko so oznanili, da bodo pesem izdali kot singl. Nima Baniamer iz revije Contact Music je pesem opisal kot »zabavno elektro pesem«, ki pa »na žalost ni dovolj odločna, da bi postala uspešen singl«. Levine je v oceni albuma za revijo Digital Spy je pesem označil za pesem z »vrhunskim dance-pop [zvokom], ki ste ga po vsej verjetnosti poslušali že celo letošnje leto.«. V oceni singla pa je Levine napisal, da pesem ni »ravno najbolj sveže delo, kar jih boste slišali na sezoni zabav,« vendar je v nadaljevanju pesem vseeno označil za »sladko, zapeljivo in ljubko pesem, pri kateri se ne morete upreti, da je ne bi po prvem poslušanju predvajali še enkrat.« Singlu je dodelil štiri od petih zvezdic.

## Dosežki na lestvicah
20. novembra 2010 je pesem »Better Than Today« debitirala na sedeminšestdesetem mestu britanske glasbene lestvice. Na lestvico se je uvrstila izključno zaradi uspešne prodaje preko albuma, saj pesem v Veliki Britaniji kot singl ni izšla vse do 3. decembra 2010. Teden dni pred izidom je pesem zasedla štirideseto mesto lestvice; naslednji teden je padla na triinšestdeseto, nato pa 18. decembra 2010 na lestvici zasedla dvaintrideseto mesto. S tem je pesem »Better Than Today« postala ena od najmanj uspešnih singlov Kylie Minogue v Veliki Britaniji. Bila je njena najmanj uspešna pesem v Veliki Britaniji od singla »The One«, izdanega leta 2008, ki je na britanski glasbeni lestvici zasedel šestintrideseto mesto. Pesem kaj več uspeha ni požela tudi drugod v Evropi. Zasedla je sedemindvajseto mesto na škotski in triinšestdeseto mesto na francoski glasbeni lestvici.
Na ameriški glasbeni lestvici, natančneje lestvici Billboard Hot Dance Club Songs je pesem »Better Than Today« debitirala na štiriinštiridesetem mestu. 5. marca 2011 se je povzpela na prvo mesto, s čimer je postala šesta pesem Kylie Minogue, ki je na tej lestvici zasedla prvo mesto, od tega tretji zaporedni singl z albuma Aphrodite. Tistega tedna je Kylie Minogue s pesmijo »Higher« (duet s Taiem Cruzem) zasedla tudi tretje mesto in tako postala prva glasbenica, katere dva singla sta naenkrat zasedla eno od prvih treh mest na tej glasbeni lestvici v zgodovini ameriške plesne glasbe.
Pesem »Better Than Today« je 28. februarja 2011 digitalno izšla tudi v pevkini rodni Avstraliji; fizično je tamkaj izšla šele 18. marca tistega leta. Na avstralski glasbeni lestvici je pesem debitirala na petdesetem mestu. S tem je postala njen tretji singl, ki ni debitiral na enem od prvih petdesetih mest po pesmih »Finer Feelings« (1992; zasedla je šestdeseto mesto lestvice) in »Get Outta My Way« (2010; zasedla je devetinšestdeseto mesto lestvice).
Marca 2011 je Kylie Minogue v intervjuju z revijo Perth Now spregovorila o tem, da je razočarana nad izbiro singlov z albuma Aphrodite:
Zmedena sem. Počutila sem se malce žalostno zaradi mojih singlov z albuma Aphrodite ... Ujeta sem bila v podobnem položaju kot mnogo glasbenikov pred mano, ko nam naše založbe naročajo, kako naj posnamemo svoje single. Spomnim se, da sem snemala promocijske posnetke za enega od svojih zadnjih singlov in zdel se mi je zelo staromoden. Sem precej spretna z računalnikom, ni se mi zdelo v redu, a nihče ni vprašal mene.
Ker je predvidela, da pesmi »Better Than Today« in »Get Outta My Way« ne bosta uspešni, je oznanila, da z albuma ne bo izšel noben singl več. Vseeno pa je kasneje njena severnoameriška založba Astralwerks, oznanila, da bodo pozno maja 2011 kot singl izdali še pesem »Put Your Hands Up (If You Feel Love)«.

## Videospot

### Ozadje in zgodba
Videospot za pesem »Better Than Today« se je premierno predvajal 19. novembra 2010 na uradni spletni strani Kylie Minogue. Režirala ga je Kylie Minogue sama s pomočjo svojega osebja na turneji, kar je vključevalo tudi njenega dolgoletnega prijatelja Williama Bakerja. Videospot spominja na njene nastope na turneji For You, For Me Tour (2009), saj vključuje enake plese kot na turneji, ki jih je skoreografiral Tony Testa.
Videospot se prične s plešočo Kylie Minogue na odru, obkroženo z raznimi laserskimi lučmi. Ob začetku prvega verza je obkrožena s spremljevalnimi plesalkami z rožnatimi lasuljami in podloženimi rameni ter glasbeno skupino, ki nosi lasulje v slogu filma Pac-Man. Pevka sama nosi moder pajac in srebrne louboutinke, podobne tistim zlatim, ki jih je nosila v videospotu za pesem »Get Outta My Way«. Ekrani v ozadju prikazujejo barvite projekcije, ki so jih navdihnile videoigre, kot je Space Invaders. Ob začetku pesmi Kylie Minogue sedi ob dveh ojačevalnikih znamke Marshall, medtem pa se na ekranih pojavljajo v 3D tehniki animirane rože, medvedje in črke, ki izpisujejo besedilo pesmi. Med refrenom Kylie Minogue ponovno obkroži laserska svetloba; nekateri snopi svetlobe se oblikujejo v mikrofone. Na ekranih se pojavijo ustnice različnih barv, ki jih je navdihnil muzikal The Rocky Horror Picture Show. V zadnjem prizoru se na ekranu v ozadju predvajajo vse prejšnje prizore, Kylie Minogue pa ponovno obkroži laserska svetloba.

### Sprejem
Videospot za pesem »Better Than Today« je ob izidu prejel predvsem pozitivne ocene. Novinar revije Pink is the New Blog je videospotu dodelil predvsem pozitivne ocene in napisal, da ga spominja na »barvito videoigrico iz osemdesetih.« Gary Pini iz revije Paper je napisal, da sta prizore iz videospota za pesem »očitno oblikovala Murakami in Pac Man« ter vključuje »kulske laserske mikrofone, ki zares izstopajo«. Bradley Stern iz revije MuuMuse je videospot opisal kot mešanico videospotov za singla »2 Hearts« in »The One«. Nadaljeval je: »... videospot za pesem 'Better Than Today' njen nastop v oddaji X Factor prekosi v številu laserskih luči, svetlih neonskih animacijah, ekstra dlakavih rožnatih ramenih in, seveda, ubijalskih petah.« Novinarja revije HardCandy je videospot spominjal na videospot za pesem »Can't Get You Out of My Head«. »Obožujem, da se je ponovno združila z roboti iz videospota za pesem 'Can't Get You Out of My Head' in jih izpopolnila z dodatki iz videoigre Tron.« Dodal pa je, da razen tega »videospot ni nič posebnega«.

## Nastopi v živo
Pesem »Better Than Today« je Kylie Minogue prvič izvedla na svoji turneji For You, For Me Tour leta 2009. Ko je pesem izvedla na prvem koncertu v sklopu turneje v Oaklandu, Kalifornija, je dejala: »Vem, da mi je vzelo nekaj časa [preden sem prišla nastopat v ZDA], zato sem se odločila, da boste vi prvi, ki boste slišali tole ...« Novinar revije Rolling Stone je o spremljevalnih pevcih na turneji dejal, da so »najbolj opazna modna inovacija koncerta« zaradi neonsko rožnatih lasulj in podloženih ramen. Po koncertu v Chicagu je John Dugan iz revije Time Out je dejal, da je bila to »njegova najljubša pesem s koncerta«.
Da bi singl promovirala, je Kylie Minogue pesem mnogokrat izvedla na televiziji. Večina od teh nastopov je spominjala na njeno izvedbo pesmi na turneji. 7. novembra 2010 je pesem izvedla v živo v oddaji The X Factor. Nosila je kratko rdečo obleko z manjšimi izrezi na pasu. Med nastopom je nosila tudi srebrne pete, ki jih je nosila v videospotu za pesem. Vsi štirje sodniki so jo pohvalili; Dannii Minogue, ena od sodnic, sestra Kylie Minogue, je dejala, da si nastop zasluži »čisto desetko«. Kylie Minogue je pesem 19. novembra 2010 izvedla na televizijski specijalki Children in Need 2010. Med nastopom je bila oblečena v oprijeto belo obleko, podobno tisti črni v videospotu. Kylie Minogue je s pesmijo »Better Than Today« otvorila prireditev Jingle Bell Ball radijske postaje Capital FM 6. decembra 2010. Med nastopom je bila obuta v srebrne čevlje z visoko peto in oblečena v čisto, dolgo, belo obleko, ki je segala do tal. Nato je pesem izvedla na prireditvi Royal Variety Performance 10. decembra. Kylie Minogue in Gary Barlow sta dobila priložnost, da pozdravita Charlesa, princa Walesa in njegovo soprogo Camillo, vojvodinjo Cornwallsko v London Palladiumu, kjer so prireditev izvajali. Ob koncu leta 2010 je s spremljevalno glasbeno skupino na prireditvi Hootenanny Joolsa Hollanda izvedla tudi to pesem.

## Seznam verzij
| - ;Gramofonska plošča s singlom 1. »Better Than Today« – 3:26 2. »Better Than Today« (remix Billsa & Hurra) – 3:47 - ;CD s singlom 1 1. »Better Than Today« – 3:26 2. »Can't Get You Out of My Head« (BBC-jeva verzija v živo) – 3:16 - ;CD s singlom 2 1. »Better Than Today« – 3:26 2. »Better Than Today« (remix Billsa & Hurra) – 8:36 3. »Better Than Today« (remix japonskih pop zvezdnikov) – 6:45 4. »Get Outta My Way« (BBC-jeva verzija v živo) – 3:40 - ;Digitalni EP 1. »Better Than Today« – 3:26 2. »Better Than Today« (remix Billsa & Hurra) – 3:47 3. »Better Than Today« (remix japonskih pop zvezdnikov) – 6:45 4. »All the Lovers« (BBC-jeva verzija v živo) – 3:33 | - ;iTunesov digitalni EP 1. »Better Than Today« – 3:26 2. »Better Than Today« (remix Billsa & Hurra) – 3:47 3. »Better Than Today« (remix japonskih pop zvezdnikov) – 6:45 4. »Better Than Today« (Monarchyjev remix) – 8:13 5. »All the Lovers« (BBC-jeva verzija v živo) – 3:33 - ;iTunesov digitalni EP z remixi 1. »Better Than Today« (klubski remix Bimba Jonesa) - 7:34 2. »Better Than Today« (radijski remix Bimba Jonesa) - 3:09 3. »Better Than Today« (Bellatraxov remix) - 5:33 4. »Better Than Today« (Bellatraxova radijska verzija) - 3:02 |

## Ostali ustvarjalci
- Posneto v studiu Electric Love, London (Anglija) leta 2009.
- Dodatno produkcijo in mešanje so opravili v studiu Tracques, London (Anglija) leta 2009.
- Nerina Pallot – producentka, tekstopiska, spremljevalni vokali, akustična kitara, električna kitara, klavir, klaviature, sintetizator, inženirka
- Andy Chatterley – producent, tekstopisec, klavir, klaviature, sintetizator, programiranje bobna, inženir
- Stuart Price – dodatna produkcija, mešanje
- Ben Vella – električna kitara
- Kylie Minogue – vokali
- Jason Tarver – inženir (asistent)
- Dave Emery – mešanje (asistent)

Vir:

## Dosežki
| Lestvica (2010/2011)                                     | Dosežek |
| -------------------------------------------------------- | ------- |
| Avstralija (ARIA)                                        | 55      |
| Francija (SNEP)                                          | 63      |
| Škotska (Official Charts Company)                        | 27      |
| Združeno kraljestvo (Official Charts Company)            | 32      |
| Združene države Amerike (Billboard Hot Dance Club Songs) | 1       |

| Lestvica (2011)                                          | Dosežek |
| -------------------------------------------------------- | ------- |
| Združene države Amerike (Billboard Hot Dance Club Songs) | 10      |

## Zgodovina izidov
| Država                  | Datum             | Format                 | Založba                |
| ----------------------- | ----------------- | ---------------------- | ---------------------- |
| Avstrija                | 3. december 2010  | EP                     | EMI                    |
| Belgija                 | 3. december 2010  | EP                     | EMI                    |
| Kanada                  | 3. december 2010  | EP                     | EMI                    |
| Danska                  | 3. december 2010  | EP                     | EMI                    |
| Finska                  | 3. december 2010  | EP                     | EMI                    |
| Francija                | 3. december 2010  | EP                     | EMI                    |
| Nemčija                 | 3. december 2010  | EP                     | EMI                    |
| Irska                   | 3. december 2010  | EP                     | EMI                    |
| Nizozemska              | 3. december 2010  | EP                     | EMI                    |
| Švica                   | 3. december 2010  | EP                     | EMI                    |
| Združeno kraljestvo     | 3. december 2010  | EP                     | Parlophone             |
| Združene države Amerike | 3. december 2010  | EP                     | Astralwerks            |
| Norveška                | 6. december 2010  | EP                     | EMI                    |
| Švedska                 | 6. december 2010  | EP                     | EMI                    |
| Združeno kraljestvo     | 6. december 2010  | gramofonska plošča, CD | Parlophone             |
| Italija                 | 7. december 2010  | Digitalni EP           | EMI                    |
| Španija                 | 7. december 2010  | Digitalni EP           | EMI                    |
| Tajska                  | 10. december 2010 | CD                     | Gold Typhoon           |
| Avstralija              | 28. februar 2011  | Digitalni EP           | Warner Music Australia |
| Nova Zelandija          | 28. februar 2011  | Digitalni EP           | Warner Music Australia |
| Združene države Amerike | 8. marec 2011     | EP                     | Astralwerks            |
| Avstralija              | 18. marec 2011    | CD                     | Warner Music Australia |